# Меридіан селезінки-підшлункової залози (IV)

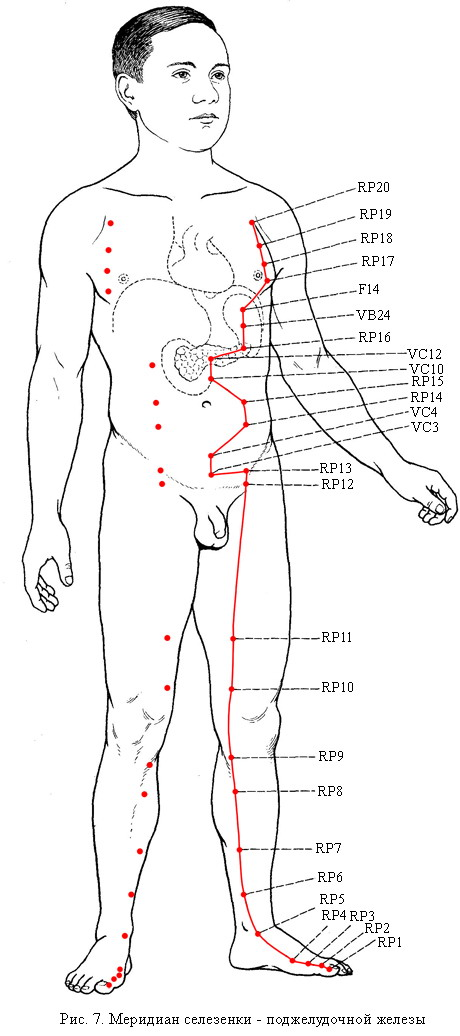
Розміщення меридіану на тілі людини. Позначення латинською цифрою — IV

Меридіан селезінки-підшлункової залози — четвертий, доцентровий, симетричний Їнь меридіан. Містить 21 пункт.
У традиційній китайській медицині є функціонально визначеним суб'єктом, а не аналогом анатомічних органів в уявленні західної медицини.
Їнський меридіан, пов'язаний із ним є Меридіан шлунку. Обидва меридіани відносяться до стихії Землі.
Позначають як, цифрами — IV, літерами — RP(фр.), MP(нім.), SP(англ.), наприклад: 1IV, RP1, MP1, SP1 («прихована ясність» — перший пункт меридіана селезінки-підшлункової залози).
Часом найвищої активності меридіану є 09.00-11.00, пасивності — 21.00-23.00.

## Функції меридіана
- керує транспортуванням та поглинанням їжі, тобто вилученням поживних речовин та енергії із їжі і подальшим розповсюдженням поживних речовин та енергії Ці по організму,
- енергія, що засвоїлася із цього меридіану (Вей Цзин) становить більшу частину енергії Ціи, що організм отримує із їжі (також енергію Ці організм отримує через Меридіан легень із диханням). На відміну від природженого Ціи, що зберігається у меридіані нирок, меридіан селезінки-підшлункової залози поглинає Ці, що поступило у організм із їжі і перед цим було перетравлено меридіаном тонкої кишки та меридіаном шлунку а потім розподіляє її по всьому тілу, особливо по ходу енергії вгору до меридіану легень та серця, де Вей Цзин перетворюється на Ці та Сює (крові). Таким чином традиційна китайська медицина також описує цей меридіан як джерело виробництва і взаємного перетворення Ці і Сює.
- меридіан також витягує воду із їжі та розподіляє її по всіх частинах тіла, особливо до меридіану легень та меридіану нирок і таким чином сприяє водному обміну у організмі.
- «зберігає» ((кит.)[тонг]) кров усередині судин (також, це одна із функцій енергії Ці)
- «регулює» м'язи та кінцівки,
- «відкриває» губи та рот,
- «будинок» Юї (думки),
- «регулятор» розмірковувань.

## Точки на мередіані
1 Їнь-бай (隱白, yǐn-bái — прихована ясність (прихована білизна))，井穴
2 Да-ду (大都 — велике місто (велика столиця))，滎穴
3 Тай-бай (太白, tài-bái — вища ясність(свідомість))，輸穴，原穴
4 Гунг-сун (公孫, gōng-sūn — внук князя (колатеральний канал селезінки))，絡穴，八脈交會穴，通於衝脈
5 Шан-цю (商丘, shāng-qīu — пагорб нарад (зустріч на пагорбі))，經穴
6 Сань-їнь-цзяо (三陰交, sān-yīn-jiāo — місце зустрічі трьох інь)，肝脾腎三經交會穴
7 Лоу-гу (漏谷, lòu-gǔ — текуча долина)
8 Ді-дзі (地機, dì-jī — (божественна сила (земна (світова) зміна))，郄穴
9 Їнь-лін-цюань (陰陵泉, yīn-líng-qúan — джерело на пагорбі (джерело їнь на пагорбі)), 合穴
10 Сюе-хай (血海, xuè-hǎi — море крові)
11 Цзі-мен (箕門, jī-mén — сьомі ворота (сім воріт))
12 Чонг-мен (衝門, chōng-mén — ворота атаки (атака на ворота))
13 Фу-ше (府舍, fù-shè — садиба для проживання (районний будинок))
14 Фу-цзе (腹結, fù-jíe — шов живота)
15 Да-хен (大横, dà-héng — великий поворот)
16 Фу-ай (腹哀, fù-āi — страждання живота (біль у животі))
17 Ши-доу (食竇, shí-dòu — отвір харчування (печера лаваша))
18 Тянь-сі (天谿, tiān-xī — небесна ущелина (небесний потік))
19 Сюн-сян (胸鄉, xiōng-xiāng — район грудей)
20 Чжоу-чжун (周榮, zhōu-róng — блиск усюди (рясне харчування))
21 Да-бао (大包, dà-bāo — великий розвивальник (загальний контроль))